# Salgótarján
Pour les articles homonymes, voir Tarjan.
Salgótarján ([ˈʃɒlgoːtɒrjaːn]) (aussi surnommée Tarján) est la capitale du comitat de Nógrád, dans le nord de la Hongrie. La ville est située à proximité de la frontière slovaque.

## Origine du nom
Le nom Salgótarján résulte de l'association de deux noms de lieux. Le nom Salgó fait référence au château situé à proximité (Salgó vár), dont le nom vient du mot hongrois ancien salgó « brillant ». Le nom Tarján est le nom de l'une des sept tribus magyares de la conquête du pays (honfoglalás) à la fin du IXe siècle, et a pour origine le titre turc ancien tarkhan « seigneur, prince ».

## Géographie
Salgótarján est situé dans les vallées étroites du ruisseau Tarján et de la rivière Zagyva, entre les monts Karancs et le plateau basaltique Medves, dans le massif du Cserhát. Ces deux vallées forment un espace en Y qui se divise en petites vallées encaissées, où se trouvent les différentes parties de la ville. Le centre-ville est à 230-240 m d'altitude, la partie la plus élevée de la ville est Salgóbánya à 500 m d'altitude. Le plus haut mont des environs est le Karancs qui culmine à 729 m.
Le territoire de la ville se trouve sur le partage des eaux entre le Danube et la Tisza, les eaux s'écoulant vers l'Ipoly d'un côté et vers la Zagyva de l'autre. La région, très boisée, est riche en sources.

## Histoire
L'histoire de la ville remonte à l'époque de la conquête du pays par les Magyars. Dans la première décennie du Xe siècle, l'endroit est la possession de la tribu Tarján, qui y a été installée pour protéger la ligne intérieure de défense (belső gyepűvonal) de la principauté de Hongrie. Au XIIIe siècle, la localité fait partie des domaines ancestraux du clan (nemzetség) Kacsics. Le registre de dîme papale de 1332-1337 la mentionne comme paroisse, avec donc déjà une église. Un acte de 1348 mentionne le château de Salgó, situé non loin du village de Tarján qui partage le sort du château pendant tout le Moyen Âge, et qui est également un poste de douane. En 1411, le lieu appartient à la famille Széchényi issue du clan Kacsics. En 1439, les documents mentionnent aussi le village de Salgó situé juste sous le château.
En 1450, l'endroit est pris par les hussites tchèques, et repris en 1460 par le roi Matthias Corvin. En 1554, le capitaine de la garde Ferenc Zagyvai s'enfuit à l'approche de l'ennemi et le château passe aux mains des Turcs. Il est repris aux Turcs en 1593 par Miklós Pálffy (es) et Kristóf Tiefenbach. Au XVIIe siècle, le village a une forge et un moulin, et compte 247 habitants. Mais après le siège et la destruction par les Turcs du château de Fülek à proximité en 1682, le village est déserté, reste inhabité pendant dix ans puis se repeuple lentement, principalement de Slovaques, et aussi de Ruthènes et de Hongrois revenus sur place. En 1715, on n'y recense que 15 foyers hongrois.
En 1821 un grand incendie fait rage, brûlant notamment le toit de l'église catholique, et dans les années 1840 (et plus tard en 1870 et 1873), des inondations dans la vallée encaissée détruisent habitations et bâtiments agricoles. À partir de 1847, l'entrepreneur viennois Hyeronimus Morsbrugger recherche du charbon aux alentours du village avec l'aide de l'ingénieur Alajos Weber, et en 1850 ils découvrent de la houille. C'est le début du développement des mines, puis des industries utilisant le charbon, et à la fin des années 1860 la société minière créée (Salgótarjáni Kőszénbánya R.T.) est l'une des plus grandes de l'époque. En 1881 un énorme complexe industriel d'aciéries (Rimamurány-Salgótarjáni Vasmű R.T.) est créé par la fusion de deux sociétés. Le chemin de fer qui atteint Salgótarján en 1867 contribue aussi à l'urbanisation, et en 1922 la commune accède au rang de ville. En 1950 le chef-lieu du département de Nógrád est transféré de Balassagyarmat à Salgótarján, ce qui induit un nouveau développement, avec notamment la construction d'industries verrières et l'annexion à la ville de communes environnantes. À l'époque du développement communiste, la ville fait partie des « villes industrielles », les quartiers d'immeubles sortent de terre l'un après l'autre et le centre-ville est reconstruit.
Dans les années 1970, la mine ferme du fait de l'épuisement du charbon et du manque de rentabilité. Dans la Hongrie démocratique après 1989, l'économie locale décline : départ de l'entreprise d'électronique BRG (Budapesti Rádiótechnikai Gyár) en 1992, fermeture de la verrerie Síküveggyár en 1993, fermeture presque totale de l'aciérie (Acélgyár) en 1999. La décroissance de la population de la ville entamée dans les années 1980 s'accélère. La ville s'efforce d'adapter son industrie aux circonstances nouvelles, et d'attirer également des touristes.

## Curiosités

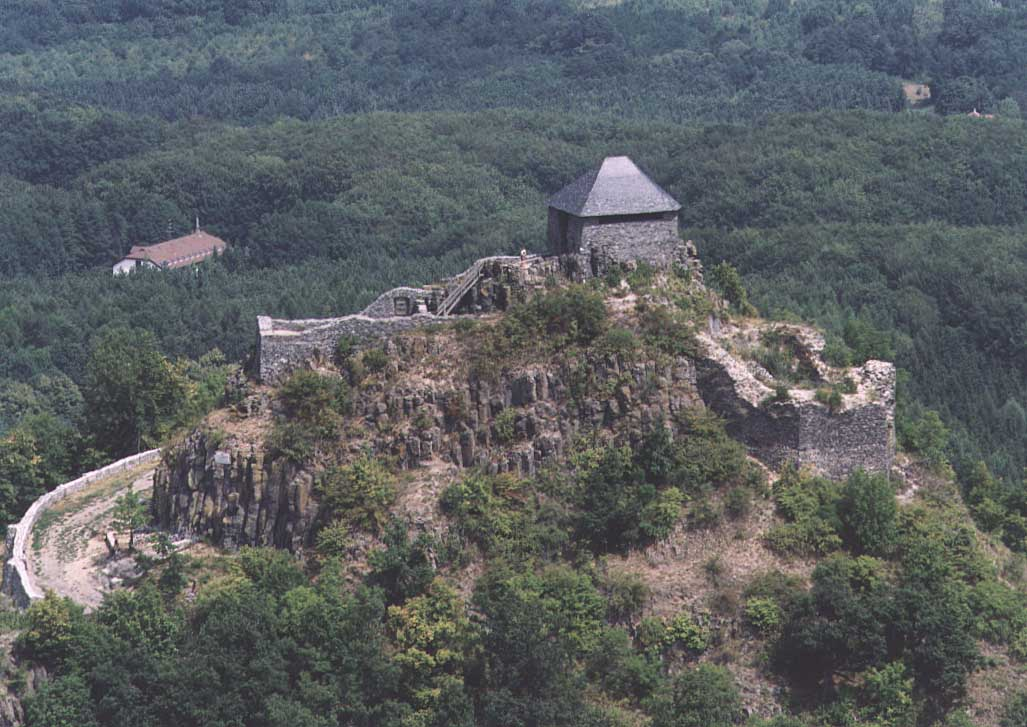
Le château de Salgó

On trouve un très grand nombre de châteaux ruinés sur les petits sommets autour de la ville. L'un des plus connus est le château de Salgó, construit au XIIIe siècle par le clan Kacsics après les invasions mongoles. Il se trouve au-dessus de la localité de Salgóbánya, une partie de Salgótarján située au bord du plateau Medves, au nord-est du centre-ville. Au début du XIVe siècle, les seigneurs locaux avaient dû se soumettre à Máté Csák, mais avant la mort de celui-ci ils passèrent du côté de Charles Robert d'Anjou qui réunifiait le pays, et purent ainsi conserver leurs seigneuries.

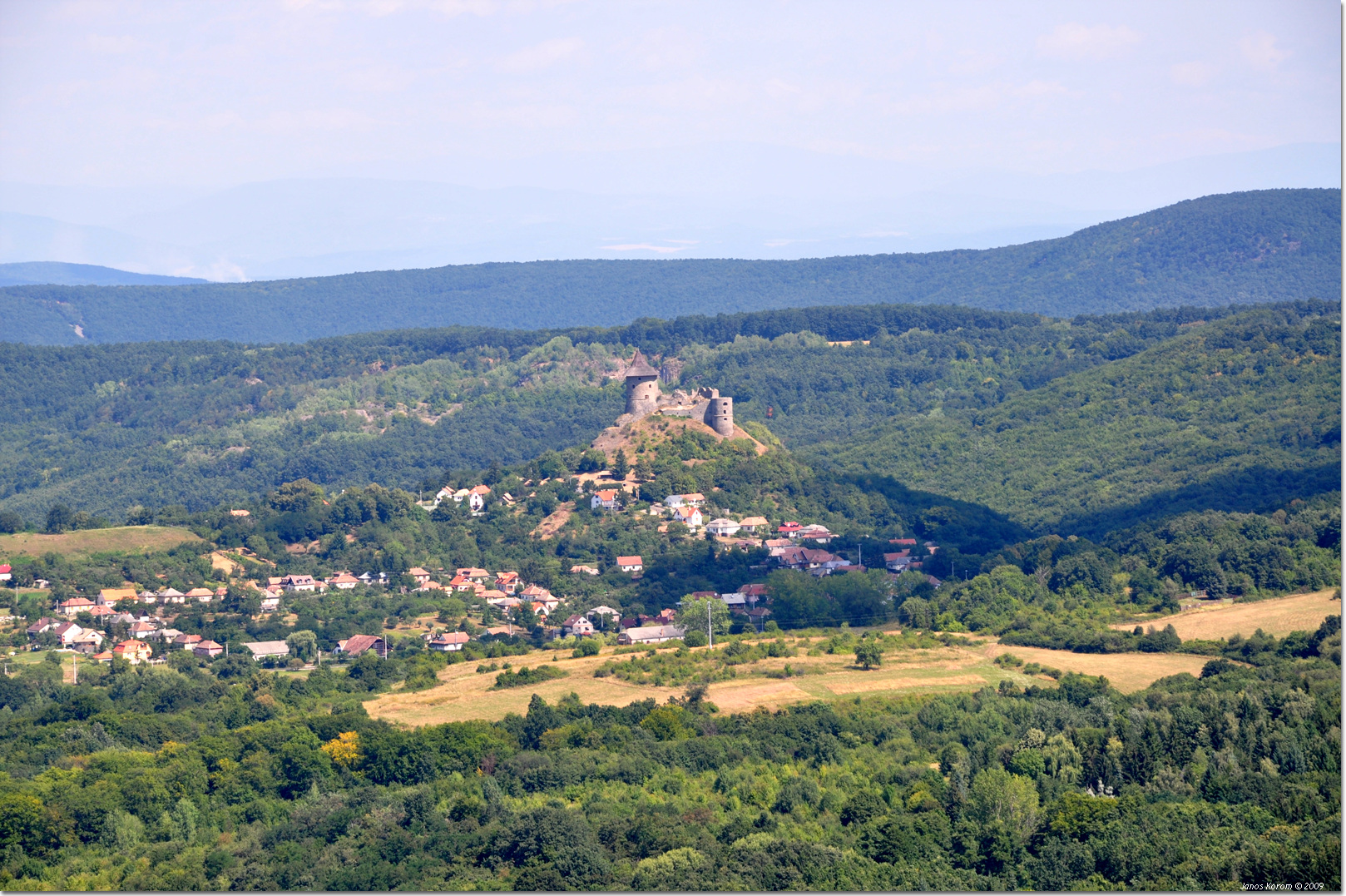
Somoskő en Hongrie et son château en Slovaquie

Non loin de là, juste au-dessus de la localité de Somoskő qui fait partie de Salgótarján, mais déjà en Slovaquie, se trouvent les restes du château de Somoskő (de), construit également au XIIIe siècle par le clan Kacsics. Dans les années 1560, c'est dans ce château totalement encerclé par les places fortes passées aux mains des Turcs qu'habitait Anna Losonczy, à qui le poète et militaire Bálint Balassi venait rendre visite et qui lui inspira ses chants dédiés à « Julia. » Le château, pris par surprise par les Turcs en 1576, fut repris en 1593 par les Hongrois menés par Bálint Prépostváry, avec Balassi parmi eux.

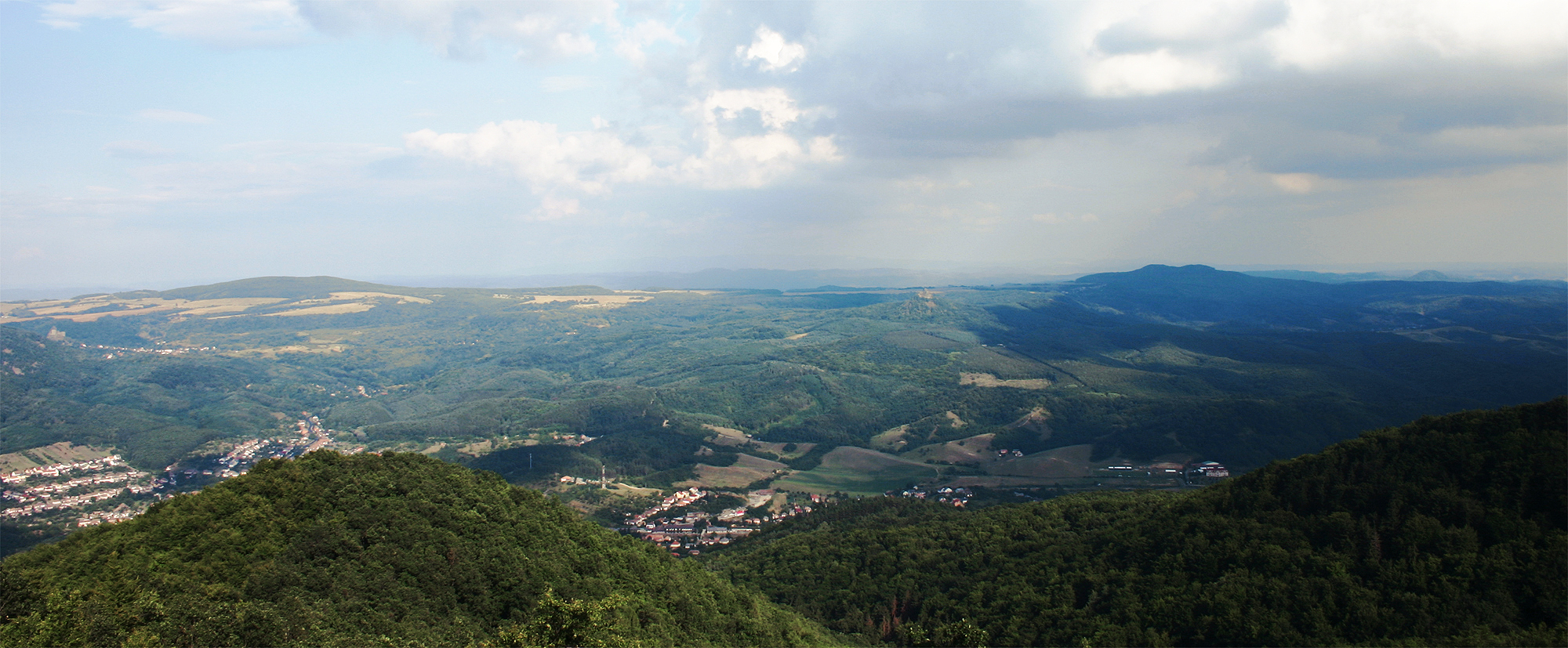
Somoskőújfalu vu du Karancs, avec à l'arrière Somoskő à gauche, le plateau Medves, et le château de Salgó

Un autre site naturel célèbre est le mont Karancs (729 m), parfois appelé « l'Olympe palóc » (Palóc Olimposz), situé à la frontière slovaque à la limite du territoire de la ville, et dont la tour-belvédère a été rénovée en 2001. On y accède à pied depuis le nord de Salgótarján ou depuis Somoskőújfalu, en traversant une zone naturelle protégée (Karancs-Medves Tájvédelmi Körzet).

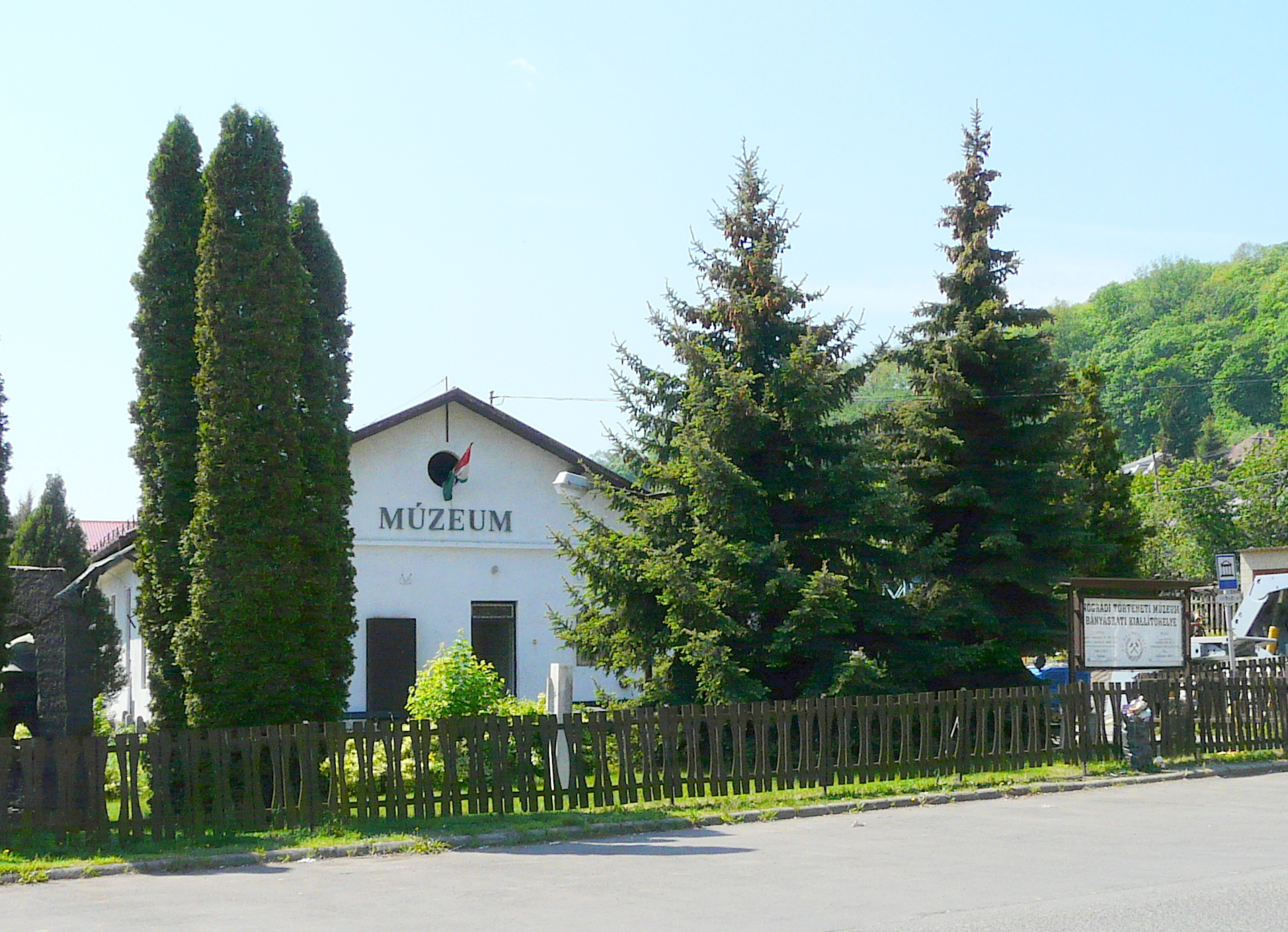
Le bâtiment du musée minier

La ville possède aussi un musée minier (Bányamúzeum) installé sur l'un des filons miniers du centre-ville (József lejtősakna « galerie inclinée Joseph »). Le musée souterrain est unique en Hongrie : sur 280 m de galeries, il donne un aperçu complet d'une mine et de ses installations avec des représentations en cire de mineurs et de chevaux de mine. Le musée comprend également une partie extérieure avec chemins de fer miniers, locomotives et wagonnets, et un bâtiment qui était un logement de fonction de cadre de la mine, où sont présentés les habits de fête des mineurs, les outils et éclairages de mine de l'époque, ainsi que des images, cartes et documents qui permettent de comprendre le développement de l'industrie minière dans le département.
Le musée minier est une annexe du musée d'histoire de Nógrád (Nógrádi Történeti Múzeum), situé également en centre-ville, qui présente l'histoire du département jusqu'à nos jours ainsi qu'une collection des principales figures de l'art local, comme le peintre et poète d'origine rom János Balázs (hu) avec ses motifs de couleurs vives qui occupent tout l'espace d'œuvres de format monumental, en mêlant de façon surréaliste vision intérieure, monde mystique des contes tsiganes et éléments de la réalité. Le musée propose aussi une évocation à travers leurs objets personnels de deux des plus grandes figures de la littérature hongroise du XIXe siècle, originaires du département de Nógrád de l'époque (dans sa partie aujourd'hui en Slovaquie), Imre Madách et Kálmán Mikszáth.
L'église du XVIIIe siècle qui avait été détériorée par l'incendie de 1821, Kisboldogasszony templom (« Notre-Dame-de-la-Nativité »), a été plusieurs fois rénovée depuis mais a gardé son style baroque au milieu du centre-ville moderne.

## Personnalités liées à la ville
- Anette Dawn, actrice pornographique hongroise.

## Jumelages
La ville de Salgótarján est jumelée avec :
- Banská Bystrica (Slovaquie) depuis 1975
- Gliwice (Pologne) depuis 1991
- Lučenec (Slovaquie) depuis 2003
- Vantaa (Finlande) depuis 1977
- Vigarano Mainarda (Italie) depuis 1996
- Uricani (Roumanie) depuis 2010[9]

La ville a signé des accords de partenariat avec :
- Doncaster (Royaume-Uni)
- Nacka (Suède) depuis 1992
- Valenciennes (France) depuis 1992